# Coleomethia australis
Coleomethia australis är en skalbaggsart som beskrevs av Hovore 1987. Coleomethia australis ingår i släktet Coleomethia och familjen långhorningar. Inga underarter finns listade i Catalogue of Life.